# Dytryk z Bernu

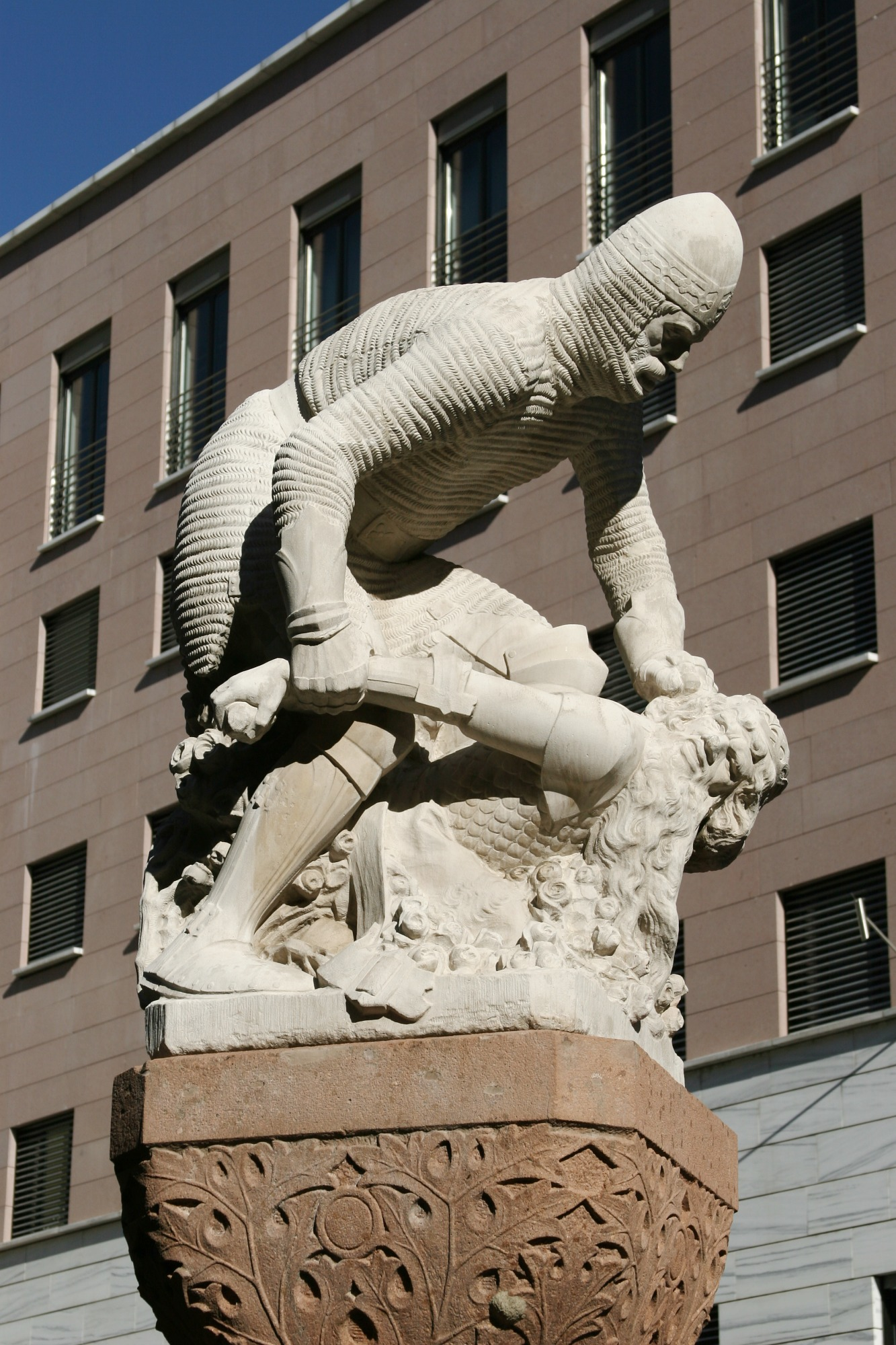
Dytryk z Bernu walczy z królem Laurinem
(Pomnik w Bolzano)

Dytryk z Bernu (niem. Dietrich von Bern) — postać fikcyjna występująca w wielu niemieckich średniowiecznych podaniach bohaterskich, w których ukazany bywa zawsze jako mądry człowiek.
W Pieśni o Nibelungach jest władcą z rodu Amelungów i wasalem Etzela (Attyli), w norweskiej Sadze o Dytryku jego sprzymierzeńcem w walce z Rusami i Wieletami, a w Pieśni o Hildebrandzie panem lennym tytułowego bohatera.  
Jego prototypem jest postać historyczna - król Ostrogotów Teodoryk Wielki (isl. Thjodrek/Thidrek, staropol. Wietrzych obrzymski). 
Bern to staroniemiecka nazwa Werony, ulubionego miasta tego władcy.